# Sinaloa nitida
Sinaloa nitida är en insektsart som först beskrevs av Scudder, S.H. 1897.  Sinaloa nitida ingår i släktet Sinaloa och familjen gräshoppor. Inga underarter finns listade i Catalogue of Life.